# Gri
Gri – wieś położona w południowo-wschodniej części Albanii w gminie Bujan. Wieś znajduje się 112 kilometrów od stolicy państwa, Tirany.

## Demografia
Według spisu ludności z 1989 roku we wsi Bujan mieszkało 606 mieszkańców.